# Hydnocarpus
Hydnocarpus är ett släkte av tvåhjärtbladiga växter. Hydnocarpus ingår i familjen Achariaväxter.

## Bildgalleri

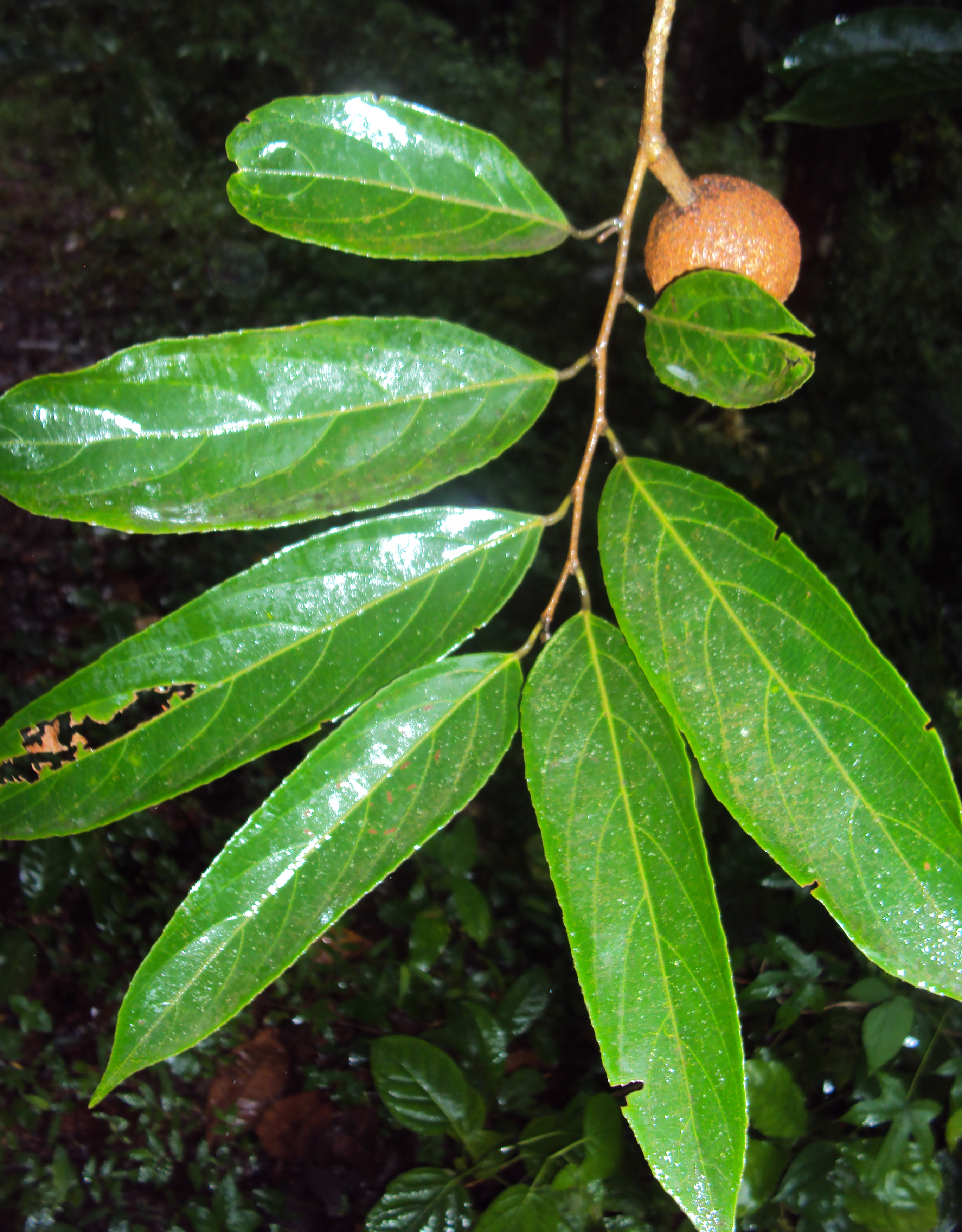
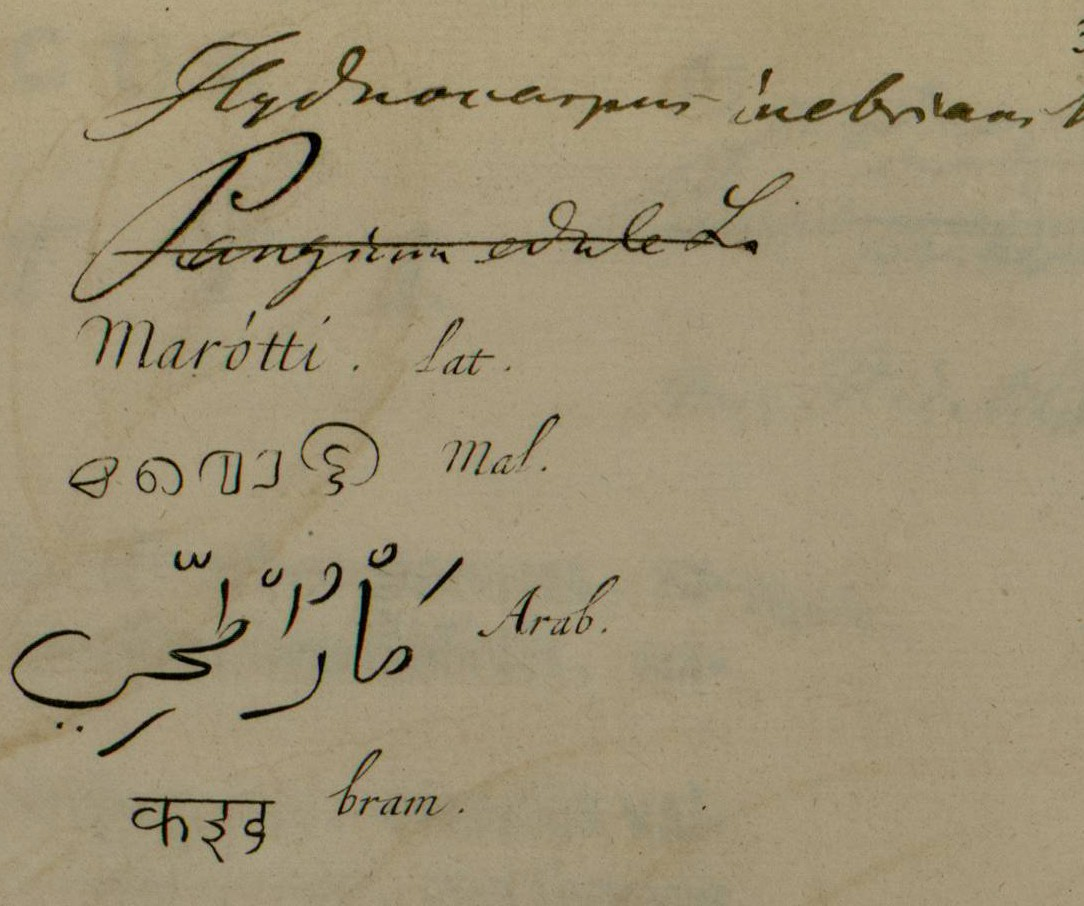

## Dottertaxa tillHydnocarpus, i alfabetisk ordning[1]
- Hydnocarpus alcalae
- Hydnocarpus alpina
- Hydnocarpus annamensis
- Hydnocarpus annamicus
- Hydnocarpus anomala
- Hydnocarpus anthelminthica
- Hydnocarpus beccariana
- Hydnocarpus borneensis
- Hydnocarpus calophylla
- Hydnocarpus calvipetala
- Hydnocarpus castanea
- Hydnocarpus cauliflora
- Hydnocarpus clemensorum
- Hydnocarpus corymbosa
- Hydnocarpus crassifolia
- Hydnocarpus cucurbitina
- Hydnocarpus curtisii
- Hydnocarpus dawnensis
- Hydnocarpus elmeri
- Hydnocarpus filipes
- Hydnocarpus glaucescens
- Hydnocarpus gracilis
- Hydnocarpus hainanensis
- Hydnocarpus heterophylla
- Hydnocarpus humei
- Hydnocarpus ilicifolia
- Hydnocarpus kunstleri
- Hydnocarpus kurzii
- Hydnocarpus macrocarpa
- Hydnocarpus merrillianus
- Hydnocarpus nana
- Hydnocarpus octandra
- Hydnocarpus pendulus
- Hydnocarpus pentandrus
- Hydnocarpus pinguis
- Hydnocarpus polypetala
- Hydnocarpus saïgonensis
- Hydnocarpus scortechinii
- Hydnocarpus subfalcata
- Hydnocarpus sumatrana
- Hydnocarpus tenuipetalus
- Hydnocarpus venenata
- Hydnocarpus verrucosus
- Hydnocarpus woodii
- Hydnocarpus wrayi
- Hydnocarpus yatesii